# Puig Vallet
El Puig Vallet és una muntanya de 146 metres que es troba al municipi de Pontós, a la comarca catalana de l'Alt Empordà.